# 萊克帕克 (北卡羅萊納州)
萊克帕克（英語：Lake Park）是一個位於美國北卡羅萊納州尤寧縣的村。

## 人口
根據2020年美國人口普查的數據，萊克帕克的面積為1.97平方千米，當中陸地面積為1.90平方千米，而水域面積為0.07平方千米。當地共有人口3269人，而人口密度為每平方千米1,659人。